# Patrick Wanzek

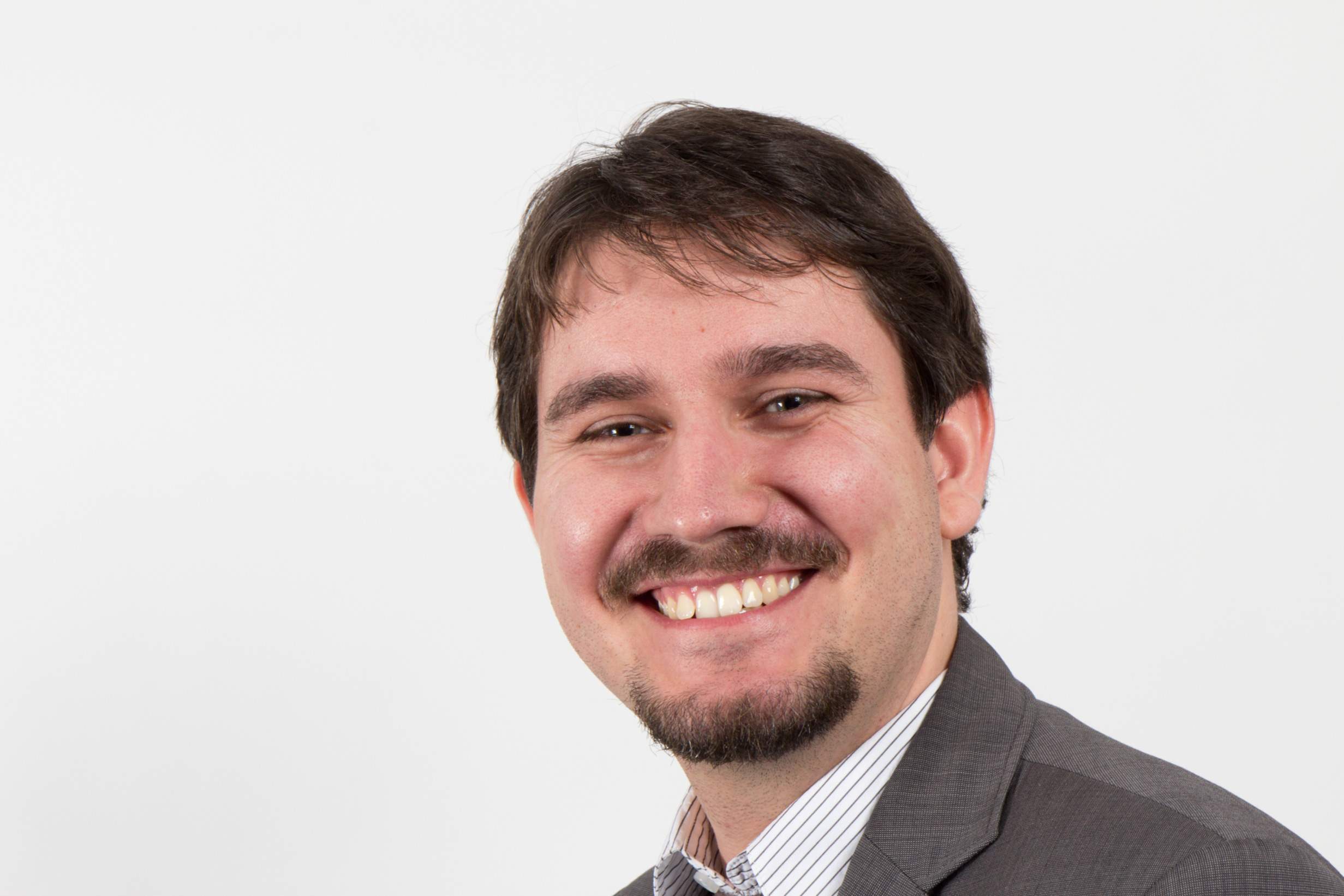
Patrick Wanzek, 2012

Patrick Wanzek (* 26. November 1983 in Halle (Saale)) ist ein deutscher Politiker (SPD).
Wanzek machte 2003 sein Abitur am Friedengymnasium in Halle. Er war danach Lehramtsstudent an der Martin-Luther-Universität Halle-Wittenberg.
Seit 2004 gehört Wanzek dem Ortschaftsrat von Ermlitz an und seit 2009 dem Gemeinderat von Schkopau. 2008 wurde er Ortsbürgermeister von Ermlitz. Bei der Landtagswahl in Sachsen-Anhalt 2011 trat er im Landtagswahlkreis Bad Dürrenberg-Saalekreis an. Er gewann das Direktmandat zwar nicht, zog aber über die Landesliste in den Landtag ein. Er war dort der jüngste Abgeordnete der SPD-Fraktion.